# Майдан Свободи (Броди)
Майда́н Свобо́ди — центральний майдан м. Броди, Львівської області.

## Історія
У 1630-х роках на місці сучасного майдану збудовано Новоміський пляц (площу). У XIX столітті на місці площі закладено міський парк — Райківка. Серед архітектурного ансамблю площі середини XIX століття слід виділити готель «Під конем» (нім. Hotel zum Ross), що згорів під час великої пожежі міста у травні 1859 року та заїжджі двори. На місці дворів в 1911 році споруджено будівлю відділення Празького кредитного банку. Зі східного боку парку, на місці, де колись знаходились військові казарми піхотного полку та Церква Воздвиження Чесного Хреста (нині площа, що біля парку забудована малими архітектурними формами — кіосками). У різний час майдан мав назви — площа Собеського, площа Радянської Армії, площа Дзержинського.

## Забудова
У забудові вулиці переважають архітектурні стилі — модерн, пізня готика, конструктивізм, пізній класицизм, ампір, сецесія. Декілька двоповерхових кам'яниць на майдані Свободи внесено до реєстру пам'яток архітектури місцевого значення:
№ 1. У цьому будинку міститься Бродівська районна бібліотека для дітей. Бродівська районна бібліотека для дітей розпочала свою діяльність 5 березня 1947 року. До 1947 року дитячий відділ був при бібліотеці для дорослих у приміщенні районного Будинку культури. У 1960-х роках районна бібліотека для дітей перенесена в окреме просторе приміщення загальною площею 200 м², де нині й перебуває. З 1980 років районна бібліотека для дітей — структурний підрозділ Бродівської централізованої бібліотечної системи.
№ 3. Будівля колишньої реальної школи і першої гімназії
 Пам'ятка архітектуримісцевого значення № 1758-м
Будинок зведений близько 1860 року для потреб цісарсько-королівської трикласної нижчої реальної школи в Бродах, яку у 1865 році було реорганізовано у цісарсько-королівську 4-класну реальну гімназію. Навчальний заклад перебував тут до 1883 року, згодом тут відкрилася початкова школа для дівчат. Тут навчалися Іван Труш, Мирон Тарнавський, Осип Роздольський, Антон Попель Після другої світової війни в будинку містилися початкові класи Бродівської середньої школи № 1 та учнівський гуртожиток, а наприкінці 1970-х роках сюди переїхала Центральна районна бібліотека.
29 квітня 2012 року на фасаді будівлі Бродівської центральної районної бібліотеки (вхід від вул. Стуса) відкрито меморіальну таблицю греко-католицькому священику, громадському діячеві, катехиту шкіл міста Броди у 1908—1944 роках о. Адріану Зафійовському.
№ 4. Житловий будинок другої половини XIX — початку XX століття
 Пам'ятка архітектуримісцевого значення № 1759-м
Двоповерхова кам'яниця споруджена у другій половині XIX — початку XX століття в стилі ампір, хоча у своєму архітектурному оформленні має явні ознаки сецесії.
№ 5. У цьому будинку до 1841 року містився жіночий монастир сестер Шариток, що діяв при парафіяльному костелі Воздвиження Чесного Животворящого Хреста. Про присутність хариток у цьому приміщенні ще й нині нагадують ніші у стінах під фігури святих, розташовані у внутрішньому подвір'ї будинку. У 1866—1918 роках тут засідало цісарсько-королівське повітове староство Австро-Угорської імперії. Під час радянсько-польської війни 1920 року тут містився штаб Першої кінної армії, у міжвоєнний період — польська повітова влада. По закінченню війни належав радянським каральним органам МГБ, згодом тут розмістилася районна друкарня.
1979 року приміщення було передано для облаштування музею. Відкриття Бродівського краєзнавчого музею урочисто відбулось у вересні 1984 року під час святкування 900-річчя від першої писемної згадки про Броди. Тривалий час музей мав статус народного, і лише 1 квітня 1991 року став одним з відділів Львівського історичного музею.
№ 6. Житловий будинок другої половини XIX — початку XX століття
 Пам'ятка архітектуримісцевого значення № 1760-м
Двоповерхова кам'яниця споруджена у другій половині XIX — початку XX століття в стилі пізнього класицизму, хоча по має явні елементи сецесії.
№ 8. Житловий будинок другої половини XIX — початку XIX століття
 Пам'ятка архітектуримісцевого значення № 1761-м
Двоповерхова кам'яниця кінця XVIII — початку XIX століття належить до пізнього класицизму, хоча має і елементи сецесії.
№ 10. Будівля колишньої філії Празького кредитного банку
 Пам'ятка архітектуримісцевого значення № 429-м
На початку XIX століття у північній частині міського парку Райківка знаходилися заїжджі двори та готель «Під Конем» (згорів під час великої пожежі у травні 1859 року). Наприкінці XIX — початку XX століття тут було два будинки: одноповерховий (на розі сучасних майдану Свободи та вул. Петра Полтави) та двоповерховий (в частині якого нині міститься адвокатська контора та державна служба охорони). Перед початком будівництва банку одноповерховий та частину двоповерхового будинків було розібрано. Будівля банку споруджувалася протягом 1909—1911 років. Тротуари довкола тодішньої новобудови були вимощені кам'яними плитами з масивними гранітними бордюрами (частково збереглися до наших днів). За своїм прямим призначенням відділення Празького банку використовувалося до 1914 року, тобто до початку Першої світової війни. Під час війни тут містилася австрійська управа міста. Під час листопадового чину 1918 року та короткочасного існування ЗУНР — військова команда Бродів. З 26 липня до 18 вересня 1920 року приміщення займав ревком Бродського повіту на чолі з І. Матвійківим. У 1921 році власник Празького банку виставив будівлю на продаж. Українська громадськість вела перемовини з метою придбання цієї споруди для Народного дому, але з невідомих причин цього не сталося. У 1921—1939 роках тут містився штаб Кресової бригади кавалерії, яку протягом 1934—1936 років очолював відомий польський військовий діяч, генерал Владислав Андерс. Після другої світової війни тут «оселився» Бродівський райком КП(б)У, а від 1970-х років тут міститься районний відділ міліції. Нині приміщення ділять структурні підрозділи відділення поліції № 1 (м. Броди) Головного управління Національної поліції України у Львівській області, Бродівського районного суду та відділку СБУ у Львівській області. На фасаді будівлі Бродівського райвідділу національної поліції України у Львівській області збереглася єдина меморіальна таблиця з радянського минулого, яка сповіщає про те, що у цьому будинку у 1920 році під час радянсько-польської війни містилися Бродівський ревком.
У 2023 році розпочали реставрацію будівлі Празького банку. Першочергово здійснюють ремонтно-реставраційні роботи на даху, який протікає. Реставраційні роботи на пам'ятці здійснює ТОВ «Роксіс груп». 6 млн грн на це виділили з обласного бюджету. 1,5 млн — кошти місцевого бюджету. Станом на липень 2024 року реставрацію колишнього Празького банку призупинили.
Поблизу будівлі колишнього Празького банку, у парку Райківка, на початку XX століття був споруджений Бродівський годинниковий павільйон. В 1950-х роках через свій аварійний стан павільйон було демонтовано, а на його місці облаштовано міський фонтан. 2001 року була споруджена точна копія годинникового павільйону, виконаного за проєктом архітекторів Семена Цимбалюка, Б. Барана, С. Храпаля та інженера-конструктора Я. Римаря. До 920-ї річниці Бродів на вежі павільйону було вмонтовано годинник, який виготовив та встановив кандидат фізико-технічних наук Бурнаєв Олексій Михайлович зі Львова.

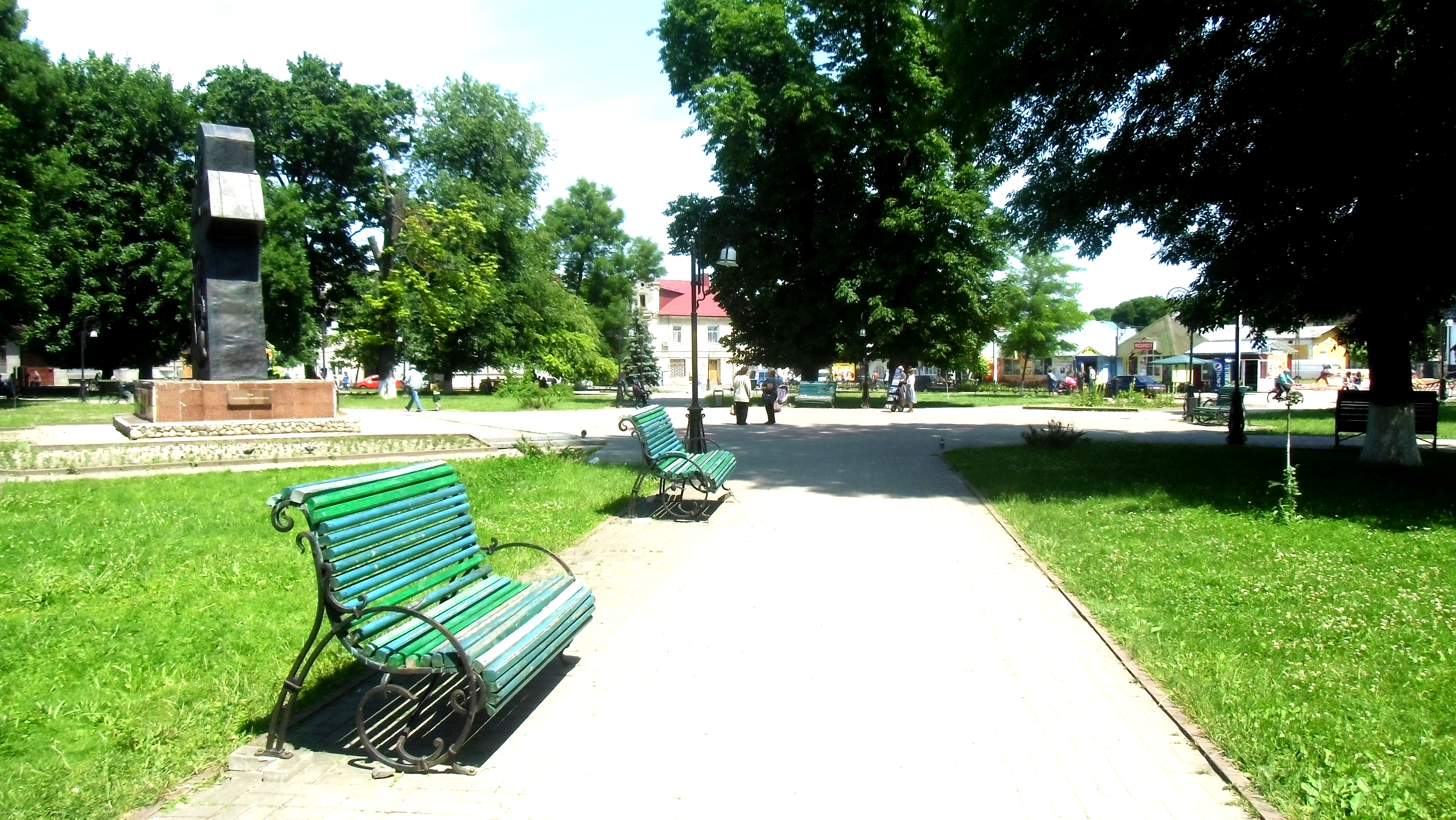
Парк Райківка
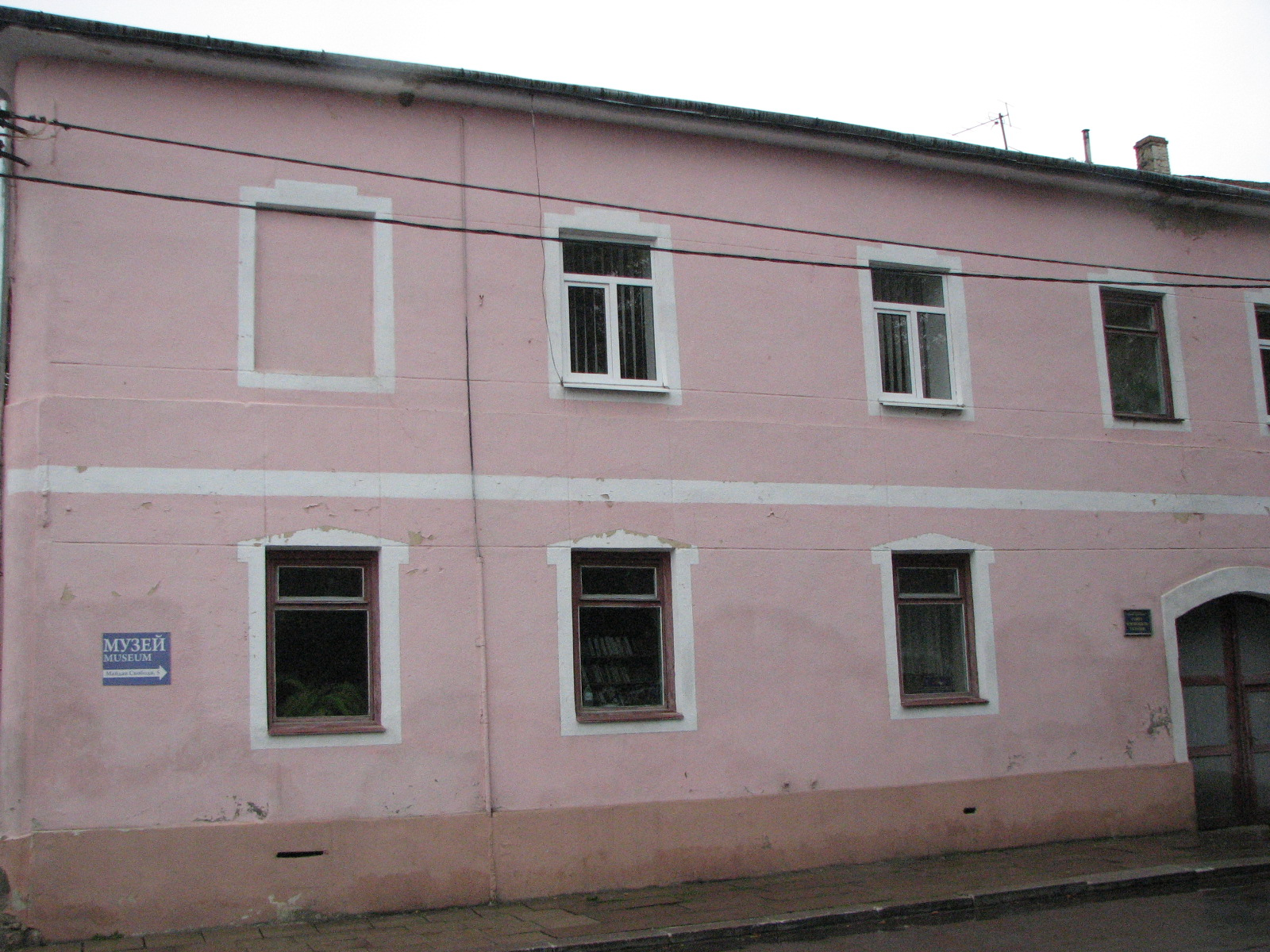
Будівля колишньої реальної школи і першої гімназії (Майдан Свободи, 3)
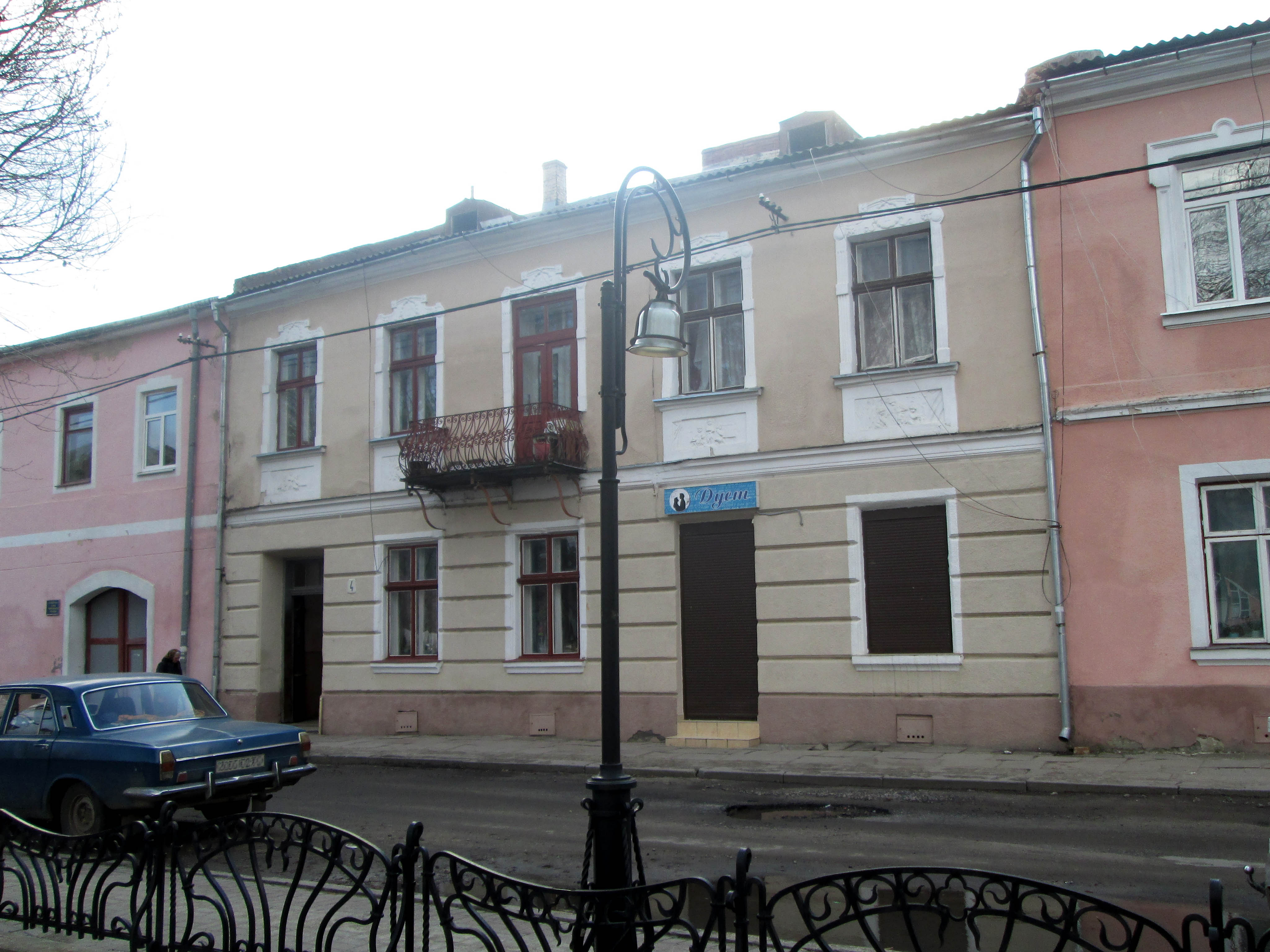
Кам'яниця (Майдан Свободи, 4)
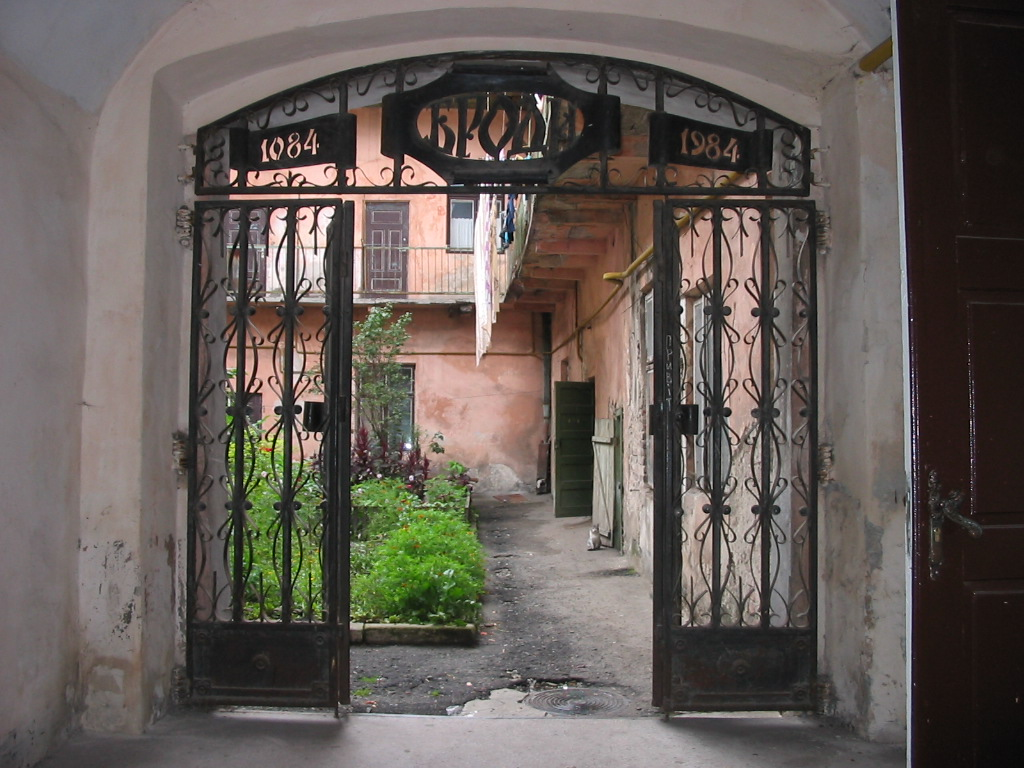
Брама Бродівського історико-краєзнавчого музею (Майдан Свободи, 5)
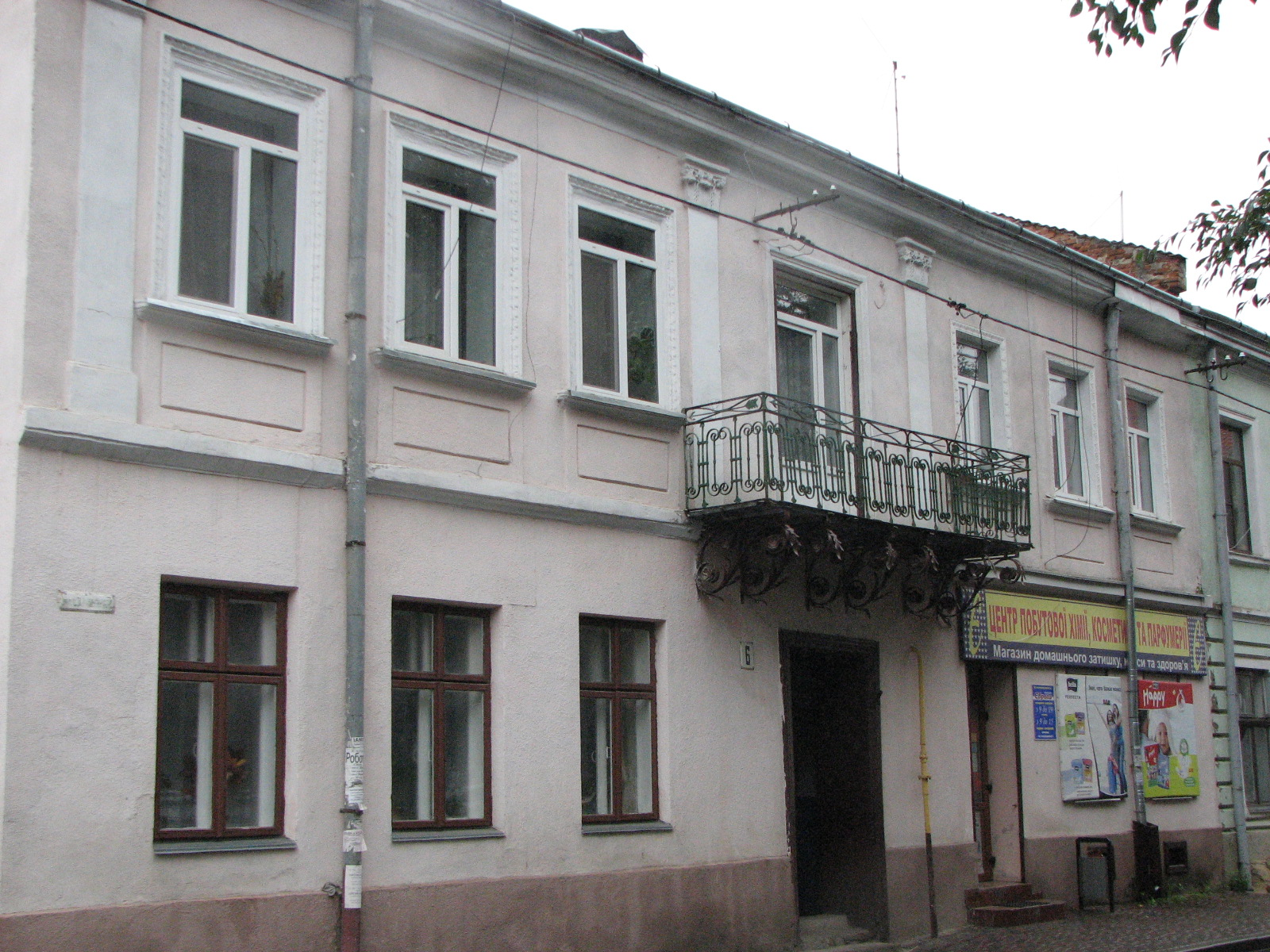
Кам'яниця (Майдан Свободи, 6)
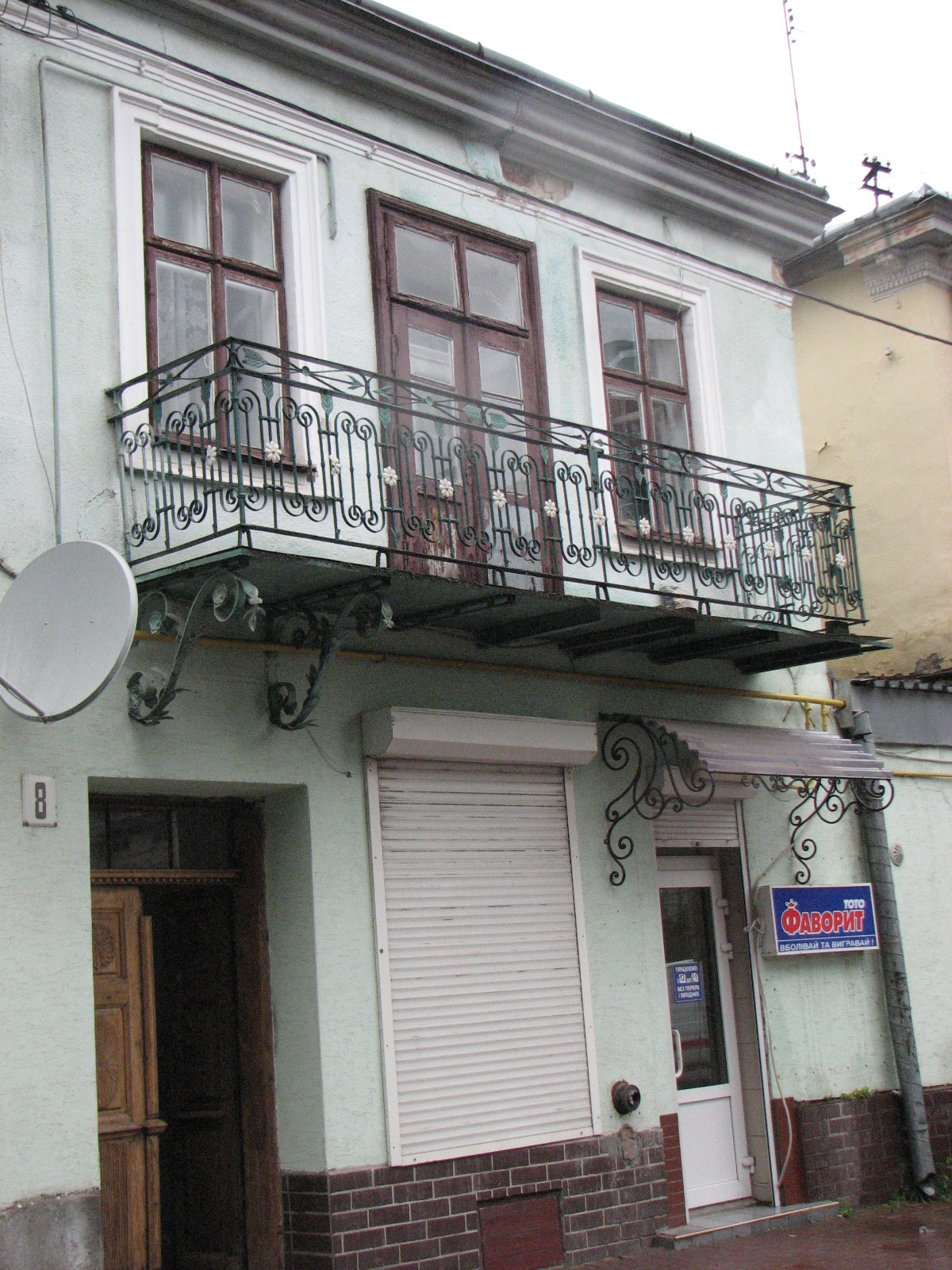
Кам'яниця (Майдан Свободи, 8)
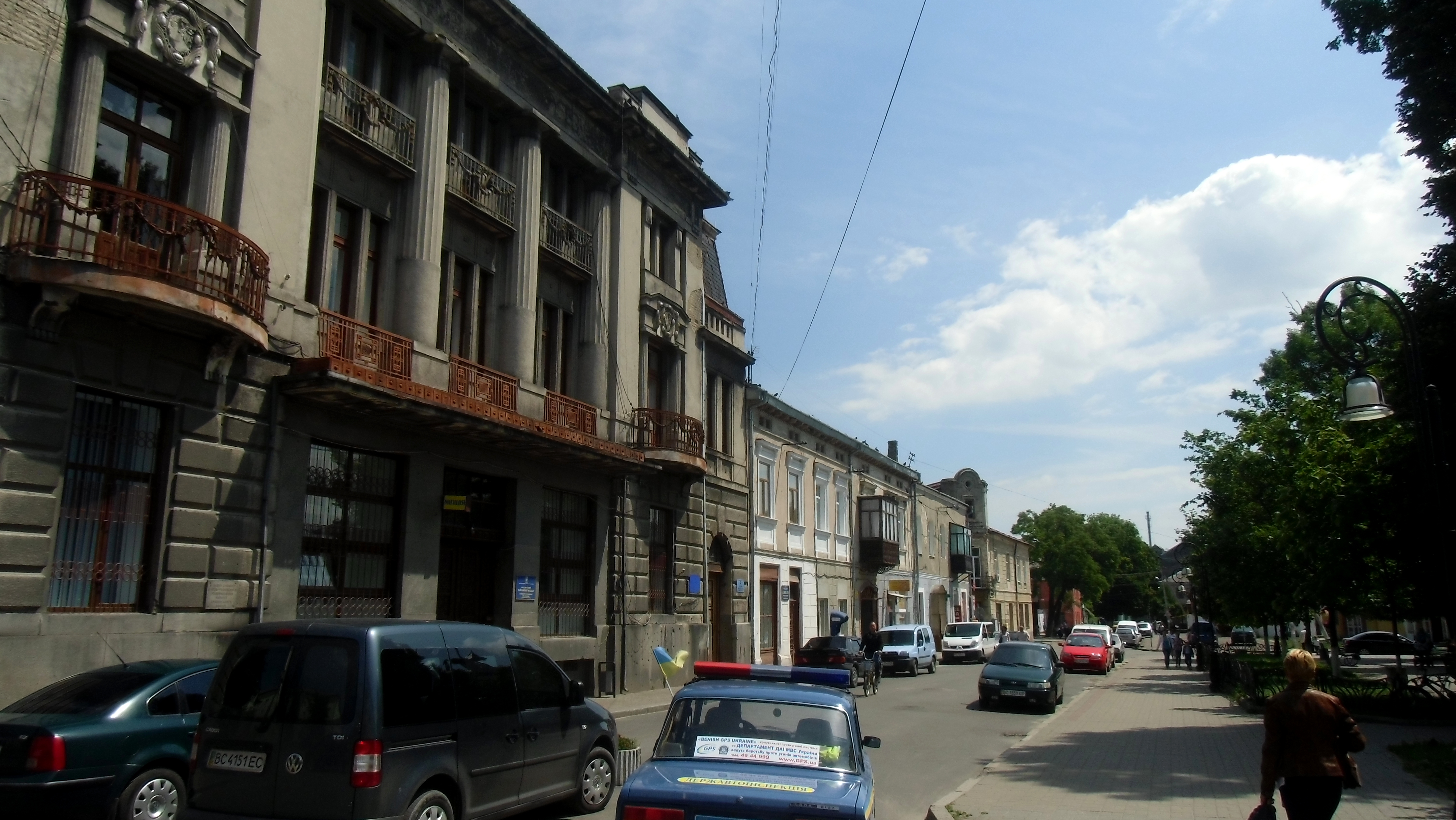
Північна забудова майдану Свободи
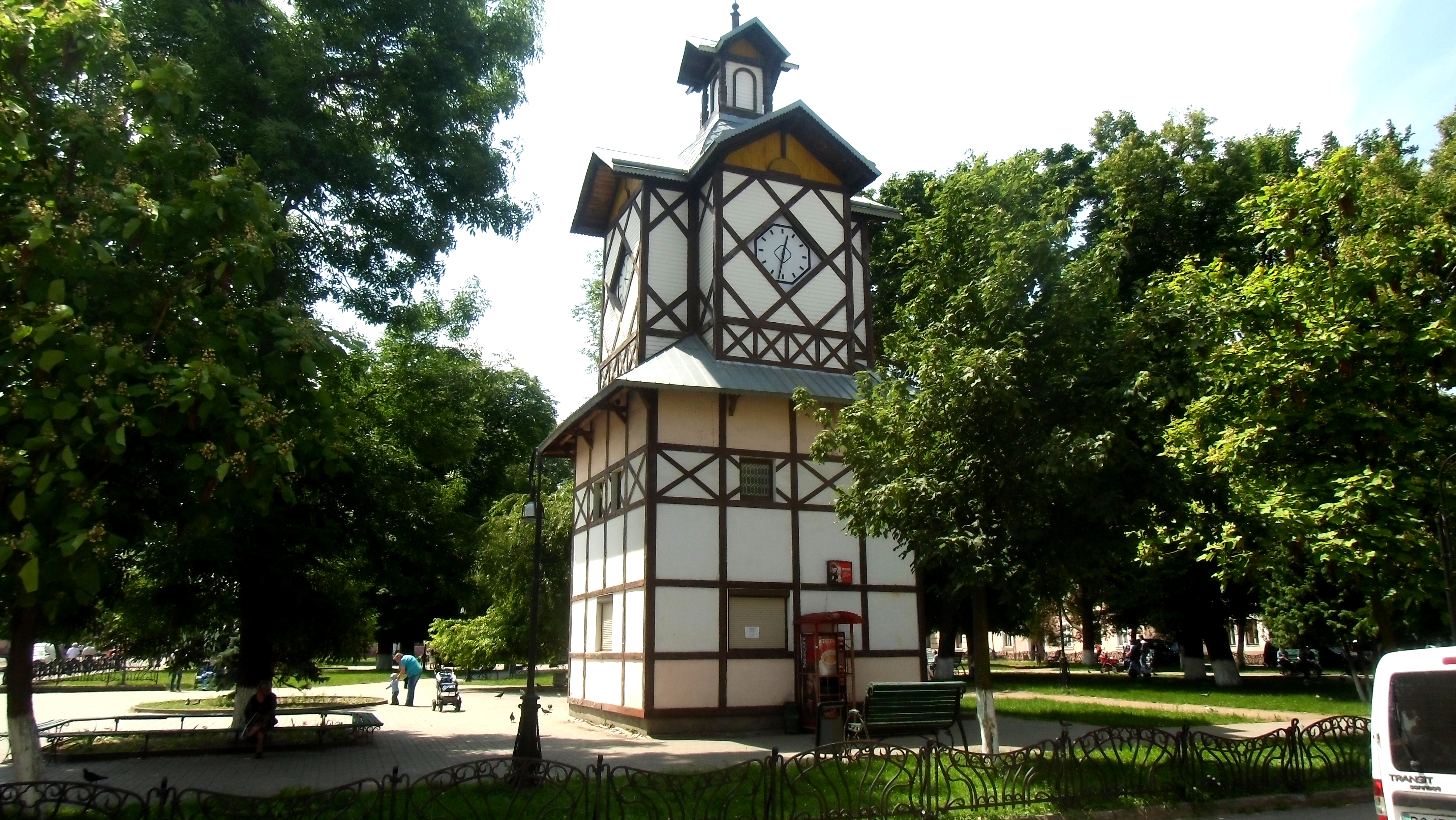
Годинникова вежа
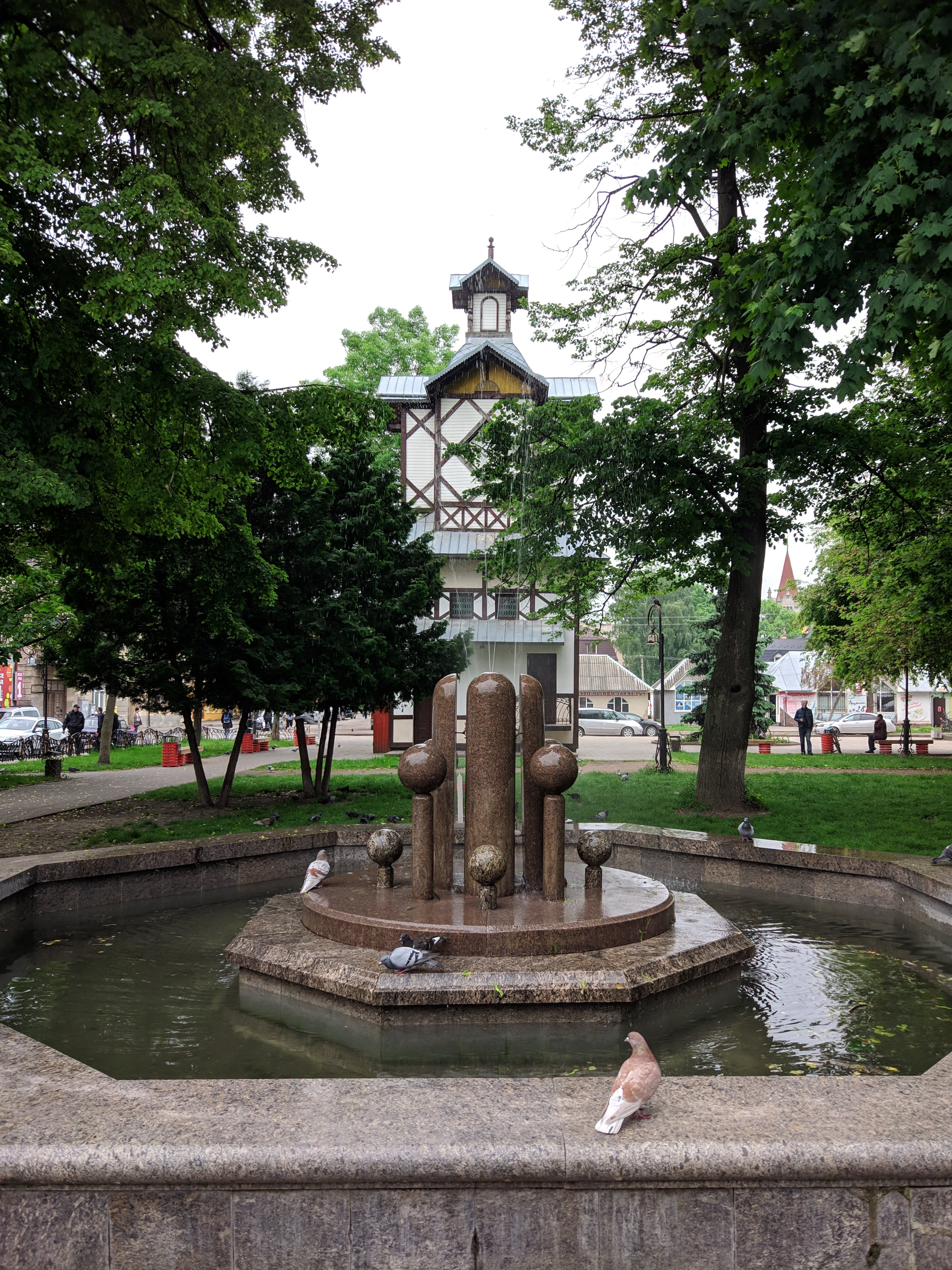
Фонтан (на задньому плані — годинникова вежа)

## Пам'ятники
- Пам'ятник Юзефу Коженьовському, роботи скульптора Антонія Попеля, був встановлений 11 вересня 1898 року у південно-західній частині парку Райківка. Ініціатором встановлення пам'ятника був польський книговидавець Фелікс Вест, власник книгарні на вул. Золотій, 11 у Бродах. Пам'ятник був розташований лицевою стороною на південний захід. На п'єдесталі чотирикутної форми — письменник, вдягнутий в довгий застібнутий сурдут, на плечах він мав плащ, який спадав з правого плеча, у лівій руці тримав листок, в правій перо[19]. Пам'ятник стояв на тому місці до середини 1940-х років. П'єдестал стояв ще на початку 1950-х років. Подальша доля пам'ятника невідома[20].
- Пам'ятник Володимиру Леніну. Перший монумент «вождеві світового пролетаріату» відкритий 7 листопада 1940 року у парку Райківка. Саме у сажалці (невеличка водойма, що утворювалася при пересиханні річки Суховілки) вулиці на Заводи (нинішня вул. Павла Полуботка) після приходу наприкінці червня 1941 року німців було втоплено цей пам'ятник. Під час відновлення каналу у 2010 році екскаватор викинув у відвал нижню частину бетонного пам'ятника (від чоботів до пояса). Світлини цього фрагменту зберігаються нині у Бродівському історико-краєзнавчому музеї[21].
Наступний пам'ятник Леніну був встановлений на тому ж самому місці у 1950 році[22]. Він був розташований лицевою стороною на північ. До трьохярусного цегляного постаменту-колони вели три бетонні східці. Статуя була виготовлена з гіпсу, пофарбована під мармур. Голова повернута до правого плеча, права рука лежить у кишені, ліва — на лацкані піджака. До композиції належали і чотири великі гіпсові вази, які були розміщені по чотирьох кутах біля пам'ятника. Пам'ятник був демонтований у 1990 році[23]. У 1993 році на тому місці відкрили пам'ятник Жертвам більшовицьких репресій[2].
- Пам'ятник Жертвам більшовицьких репресій (автори — скульптор Богдан Романець, архітектор Іван Тимчишин), відкритий у листопаді 1993 року до 85-ї річниці Листопадового Чину у парку Райківка. Пам'ятник розташований лицевою стороною на схід. Виконаний у формі хреста. У верхній частині пам'ятника викарбувано Тризуб та слова «Молися сину: за Вкраїну його замучили колись». Нижче у формі горельєфа — образ замученої, розіп'ятої сім'ї, обрамлений численними хрестами. Композиція уособлює багатостраждальну Україну — чоловік, який підняв своє страдницьке обличчя до неба, жінка, яка схилила голову на плече чоловіку, ніби шукаючи захисту, а між ними — маленький ангел — ненароджена дитина. На другому боці пам'ятника зображено образ Матері Божої з маленьким Ісусом, оповитий омофором і закличними словами: «За Україну, за її волю!» Під написом зображено святого Юрія Переможця, що зборює змія. По боках є написи: «А-р Тимчишин І. П.», «С-р Романець Б. О.». Внизу — на гранітному постаменті пам'ятника — назви тюрем та місць, де відбували ув'язнення брідщани, звідки була доставлена закладена до спеціальних ніш у підніжжі пам'ятника земля. В східній частині — шість табличок з написами (зліва на право): «Земля з Сибіру», «Земля з Комі», «Земля з Казахстану», «Земля з Далекого Сходу», «Земля з Мордовії», «Земля з Якутії». 6 табличок в західній частині: «Земля з Золочівської тюрми», «Земля з Рівненської тюрми», «Земля з Кременецької тюрми», «Земля з львівських Бригідок», «Земля з Замарстинівської тюрми», «Земля з тюрми Лонського». В північному підніжжі постаменту: «Земля з м. Броди і сіл Бродівщини». В південній частині — «Земля з країв близького та далекого зарубіжжя»[2]. Від 1995 року монумент внесений до реєстру пам'яток історії місцевого значення під охоронним № 1441[24].

Пам'ятник Жертвам більшовицьких репресій
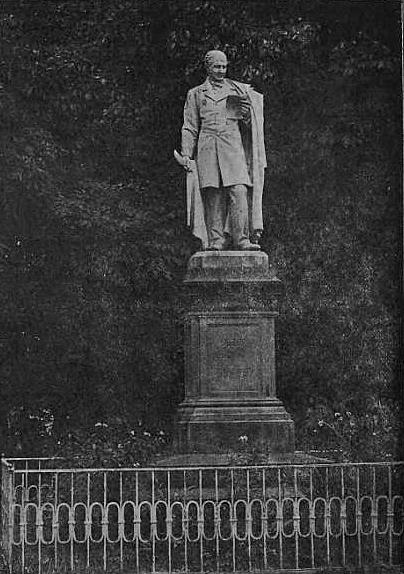
Пам'ятник Юзефові Коженьовському у парку Райківка
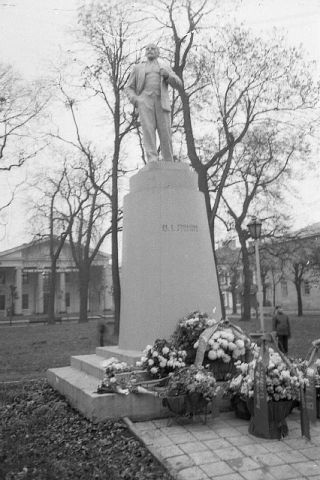
Пам'ятник Володимиру Леніну